# Un anno con tredici lune
Un anno con tredici lune (In einem Jahr mit 13 Monden), è un film drammatico tedesco del 1978, diretto da Rainer Werner Fassbinder.
Profondamente colpito dal suicidio, avvenuto nell'estate del '78, dell'amico e compagno Armin Meier, Fassbinder girò questo film in soli 25 giorni, curandone anche la fotografia. Il titolo fa riferimento alla particolare configurazione astronomica (tredici lune piene) che avviene ogni due o tre anni, ed in particolare avvenne nel 1978, anno in cui è ambientato il film. Si ritiene che gli anni con tredici lune suscitino profondissime crisi nelle persone dotate di una particolare sensibilità. È certamente uno dei film più drammatici e aspri contro la società ed una meditazione esistenziale sul suicidio.

## Trama
Francoforte, 1978. È qui che si svolgono gli ultimi cinque giorni di vita di Elvira/Erwin Weishaupt, una persona transessuale che rievoca il suo passato. Abbandonato da bambino in un orfanotrofio, perché illegittimo, Erwin da adulto si impiega come macellaio nel mattatoio di Francoforte. La sua vita sembra uguale a quella di molti altri. Incontra Irene e la sposa e dal matrimonio ne nasce una figlia. Ben presto, però, incontra Anton Saitz, un ebreo, sopravvissuto ai lager e divenuto potente con la speculazione edilizia e con la prostituzione organizzata. Nella speranza di ottenere il suo amore e convinto che l'unico ostacolo sia il suo sesso, Erwin decide di operarsi e diventare donna.
Ma questo non basterà all'egoismo crudele di Saitz. Appreso del cambiamento di sesso, Anton dopo averla umiliata la lascia. Elvira, rimasta sola, cade in una depressione e l'unico conforto è l'amicizia con Zora, una prostituta. È proprio lei a consigliarla di mettersi sulle tracce di Saitz. Ritrovarlo, secondo Zora, le permetterà di capire e mettersi in pace col suo passato.
Elvira fa di tutto per rintracciarlo e finalmente ci riesce. Ma Anton non appena la riconosce la respinge con disgusto.
La depressione di Elvira a questo punto è senza limiti. Tenta di trovare conforto ed aiuto in sua figlia, nella sua ex moglie, addirittura nella suora che in orfanotrofio l'ha cresciuto. Ma tutto è inutile. Ognuno ha una sua verità che poco coincide con la verità di Elvira. E così, in un finale grottesco, affidando a un nastro registrato i suoi ultimi disperati pensieri, Elvira, respinta da tutti, si suicida.

## Curiosità
- Volker Spengler ha improvvisato il dialogo registrato alla fine del film completamente da solo.
- Il film trae ispirazione dal suicidio del compagno di Fassbinder, Armin Meier.
- In una scena Erwin/Elvira fa la parodia di un film di Jerry Lewis (Il nipote picchiatello) che passa in TV.